# Herbert Rettensteiner
Herbert Rettensteiner (* 26. August 1946 in Schwarzach im Pongau) ist ein ehemaliger österreichischer Fußball-Nationalspieler.

## Karriere
Der Tormann Herbert Rettensteiner begann seine Karriere beim damaligen Zweitligisten SK Bischofshofen in der Regionalliga West, von wo er 1967 zum FC Wacker Innsbruck nach Tirol in die Nationalliga wechselte. Dort wurde Herbert Rettensteiner bald zur Nummer eins im Tor und konnte mit dem Gewinn des ÖFB-Cups 1970 gegen den Linzer ASK und der österreichischen Meisterschaft in der Saison 1970/71 seine ersten großen Erfolge feiern. So kam er bereits am 12. April 1970 zum ersten Mal gegen die Tschechoslowakei zu einem Einsatz in der österreichischen Nationalmannschaft, als er in der Halbzeit für Wilhelm Harreither von Leopold Šťastný gebracht wurde.
In Tirol wollte man indes höher hinaus und beschloss einen Zusammenschluss der beiden Erstligisten Wattens und Wacker Innsbruck zur SSW Innsbruck. Auf diesem Wege kam auch Wattens-Tormann Friedl Koncilia in Rettensteiners Mannschaft. Zwar konnte er 1971/72 erneut österreichischer Meister werden, wurde aber langsam hinter Koncilia zur zweiten Wahl, wobei er auch im Nationalteam mit Koncilia abwechselnd im Tor stand. So verließ Herbert Rettensteiner 1972 die SSW Innsbruck und ging zum SK VÖEST Linz.
Beim Linzer Werksklub konnte Herbert Rettensteiner überraschend 1973/74 seinen mittlerweile dritten Meistertitel gewinnen, noch vor der SSW Innsbruck. In dieser Zeit hatte er auch wieder einen Stammplatz im Nationalteam und spielte auch im entscheidenden WM-Qualifikationsspiel '74 gegen Schweden in Gelsenkirchen. Österreich hatte punkt- und torgleich mit den Skandinaviern die Gruppenphase abgeschlossen, sodass diese Partie nötig wurde. Schweden gewann mit 2:1, wobei Herbert Rettensteiner unglücklich einen Elfmeter verschuldete. Dennoch hielt Leopold Šťastný vorerst weiter an ihm fest. Herbert Rettensteiner dankte mit starken Auftritten gegen Brasilien und Italien, bei denen er keinen Gegentreffer zuließ.
Nachdem Herbert Rettensteiner in Linz von Erwin Fuchsbichler im Tor abgelöst wurde, ging er 1975 zur Salzburger Austria, bei der er die folgenden sieben Saisonen in der 1. Division beziehungsweise 2. Division spielte. Mit den Salzburgern musste er zwar 1976/77 in die 2. Division absteigen, dem folgte allerdings mit dem sofortigen Wiederaufstieg und dem Erreichen des ÖFB-Cupfinales 1980, welches knapp an die Wiener Austria ging, ein erfolgreicher Karriereausklang. Später arbeitete er noch als Tormanntrainer bei Austria Salzburg sowie als Trainer beim SV Grödig.

## Erfolge
- 3 × Österreichischer Meister: 1971, 1972, 1974
- 2 × Österreichischer Vizemeister: 1968, 1975
- 1 × Zweitligameister: 1978 (2. Division)

- 1 × Österreichischer Cupsieger: 1970
- 1 × Österreichischer Cupfinalist: 1980

- 15 Länderspiele für die österreichische Fußballnationalmannschaft von 1970 bis 1974

| Personendaten    | Personendaten                              |
| ---------------- | ------------------------------------------ |
| NAME             | Rettensteiner, Herbert                     |
| KURZBESCHREIBUNG | österreichischer Fußballspieler            |
| GEBURTSDATUM     | 26. August 1946                            |
| GEBURTSORT       | Schwarzach im Pongau, Salzburg, Österreich |